# Juan Figer
Juan Figer Svirski (* 1. Januar 1930 oder 4. Oktober 1934 in Montevideo; † 31. Dezember 2021) war ein uruguayisch-brasilianischer Spielervermittler im Fußball. Sein Unternehmen  MJF Publicidade e Promoções S/C Ltda. in São Paulo, welches er zusammen mit seinen beiden Söhnen betrieb, hatte zahlreiche namhafte Spieler wie Robinho, Júlio Baptista, Alex, Zé Roberto sowie in Europa Luís Figo und Marcos Senna unter Vertrag. Das Unternehmen gehörte zu Figers Lebenszeit weltweit zu den einflussreichsten Spieleragenturen. Figer war an vielen großen Spielertransfers Südamerikas beteiligt.

## Werdegang
Figer wurde in Montevideo geboren. Sein genaues Geburtsdatum ist strittig. In seiner Steuererklärung wurde am 4. Oktober 1934 angegeben, nach eigenen Angaben wurde er am 1. Januar 1930 geboren. In seiner Heimat war Figer Jugend-Schachmeister. 1968 zog er nach São Paulo und verdiente seinen Lebensunterhalt als fliegender Händler von Textilien. Er knüpfte Kontakte zu örtlichen Fußballvereinen und bedeutenden Persönlichkeiten wie beispielsweise Pelé. Über Pelé lernte er Joseph Blatter kennen und erwarb später als erster Spielervermittler die FIFA-Lizenz.
1997 wurde im Zusammenhang mit dem Transfer von Ze Roberto von Ermittlungen der brasilianischen Staatsanwaltschaft berichtet, da 700 Millionen Pesetas aus dem Transfergeschäft verschwunden waren. In den Transfer war neben Figer selbst auch der uruguayische Klub Central Español involviert, der nach Presseberichten seinerzeit im Eigentum Figers stand. Weitere Beteiligte waren Real Madrid, Manuel Gonçalves Pacheco als Präsident des brasilianischen Klubs Portuguesa und der Spieler Ze Roberto selbst.
Im Jahr 2004 erstattete Bayer Leverkusen Selbstanzeige aufgrund von nicht nachvollziehbaren Zahlungsmodalitäten mit MJF Publicidade e Promoções S/C Ltda. Es wurde eine Summe von 11,85 Millionen Euro ohne Gegenleistung überwiesen. Der Verdacht lag auf unversteuerten Nebenzahlungen, die bei einer Revision des Bayer-Konzerns auffielen. Außerdem gab es eine Reihe von Verfahren, da von Figer vermittelte Spieler mit gefälschten Pässen nach Europa eingereist sein sollen. Er besaß gute Geschäftsbeziehungen unter anderem zum Vereinsvorsitzenden von Fenerbahçe Istanbul, Aziz Yıldırım.

## MJF Publicidade e Promoções S/C Ltda.
MJF Publicidade e Promoções S/C Ltda. hat ihren Sitz in São Paulo. Juan Figer Svirski war ebenso Eigentümer des Unternehmens wie Wagner Ribeiro.

## Transfers
Zu den bedeutendsten Transfers, die unter Beteiligung von Figers Unternehmen abgewickelt wurden, gehören:
- März 1997: Zé Roberto von Portuguesa de Desportos zu Real Madrid via Central Español FC (Uruguay), Transaktionssumme  10 Mio. Dollar
- Juli 2000: Luís Figo zum Verein Real Madrid, Transaktionssumme 65 Mio. EUR
- Juli 2004 Alex zum Verein Fenerbahçe Istanbul, Transaktionssumme 5 Mio. EUR
- Juli 2006 Deivid, Edu Dracena und Diego Lugano zum Verein Fenerbahçe Istanbul, Transaktionssumme 15 Mio. EUR
- Juli 2005 Robinho zum Verein Real Madrid, Transaktionssumme 50 Mio. EUR
- Juli 2005 Júlio Baptista zum Verein Real Madrid, Transaktionssumme 20 Mio. EUR
- Juli 2008 Robinho zum Verein Manchester City, Transaktionssumme 42,5 Mio. EUR
- August 2011 Thiago Ribeiro zum Verein Cagliari Calcio, Transaktionssumme 5 Mio. EUR

## Fußballspieler
Juan Figer hatte folgende international bedeutende Spieler unter Vertrag:
- Zico
- Robinho
- Marcos Senna
- Alex
- Júlio Baptista
- Diego Lugano
- Luís Figo
- Zé Roberto
- Fábio Aurélio
- Hulk
- Neymar
- José Kléberson
- Alberto Acosta
- Thiago Ribeiro